# 路易吉·德曼宁科尔
路易吉·德曼宁科尔（義大利語：Luigi De Manincor，1910年7月14日—1986年2月13日），意大利男子帆船运动员。他曾代表意大利参加1936年和1948年夏季奥林匹克运动会帆船比赛，获得一枚金牌。